# Pholidogaster
Pholidogaster es un género extinguido de tetrápodos que vivieron durante el periodo Carbonífero Medio (Viseense tardío a Serpukhoviano temprano). Era un animal mediano, cercano al metro de longitud. Su cuerpo era muy largo y delgado. Los miembros eran pequeños y frágiles. También, Pholidogaster poseía una fuerte armadura como defensa. Sus fósiles fueron hallados en Gilmerton (Escocia).